# Плутос
Плу́тос — «достаток» — давньогрецький бог багатства. Він або син Ясіона та Деметри, з яким остання лежала в полі, зораному тричі, або ж Гадеса та Персефони. У християнстві його називають Мамоною. 
У Елевсінських містеріях його розглядають як «Божественну дитину».
Спочатку Плутос був хтонічним божеством, покровителем урожаю хлібних злаків. У найдавніші часи міфотворення ототожнювався з Плутоном як володарем підземних багатств. 
За Гесіодом, він народився на тричі зораному полі на острові Криті. Згодом Плутоса пов'язували з Ейреною — уособленням мирного життя, що породжує багатство; з богинею долі Тіхе; з Афіною Ерганою (Покровителькою ремесла) тощо. 
Згодом бог Плутос переосмислюється як уособлення багатства.

## Етимологія
Як і багато інших персонажів грецької та римської міфології, ім'я Плутоса пов'язане з кількома англійськими словами. До них належать:
- Плутократія, що управляє заможними, і плутократ — той, хто править завдяки багатству;
- Плутономіка — вивчення управління багатством;
- Плутолатрія — «поклоніння» грошам;
- Плутоманія — надмірне прагнення до багатства.

## У мистецтві

### П'єси
В однойменному творі Алістофана Плутос — засліплений Зевсом старець, через що він не міг справедливо розподіляти свої дари. 
Плутос:
| Зевс осліпив мене, всім вам заздрячи. Дитиною я колись пригрозив йому, Що відвідувати стану тільки праведних, Розумних, чесних: він осліпив мене, Щоб нікого з них я розрізняти не міг. Настільки людям чесним заздрить він! |

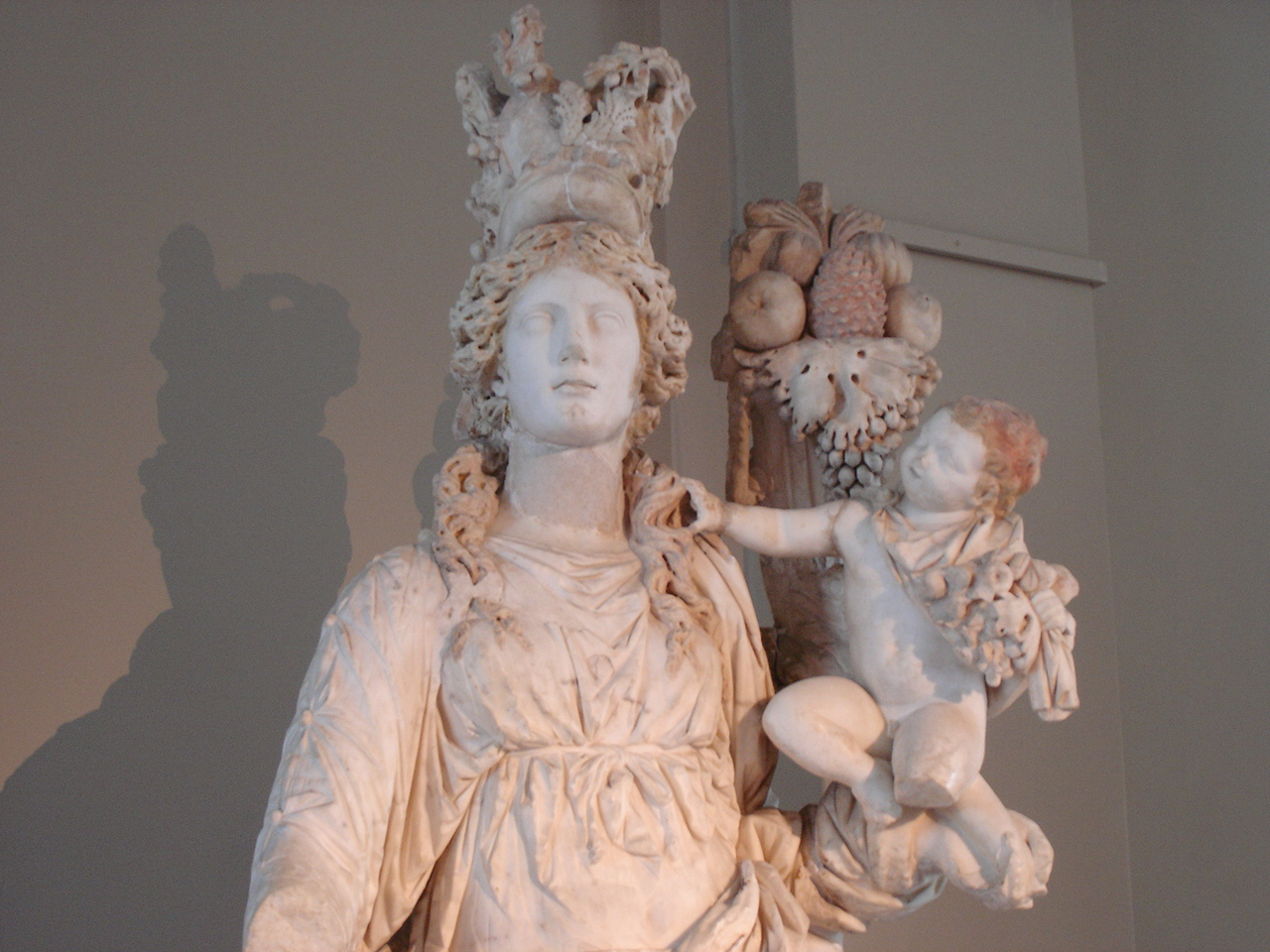
Тіхе та Плутос. II століття н. е.

Коли зір повертається до бога, він може визначити, хто заслуговує багатства, створюючи хаос.
Каріон:
| Щасливо життя пана склалось. А Плутоса – щасливіше значніше: Сліпий прозрів, тепер очі його сяють, З милості Асклепія-цілителя. |

Жрець:
| З тих самих пір, як Плутос знову зрячим став, Від голоду я гину, їсти мені нічого. І це мені – жрець Зевса я спасителя! |

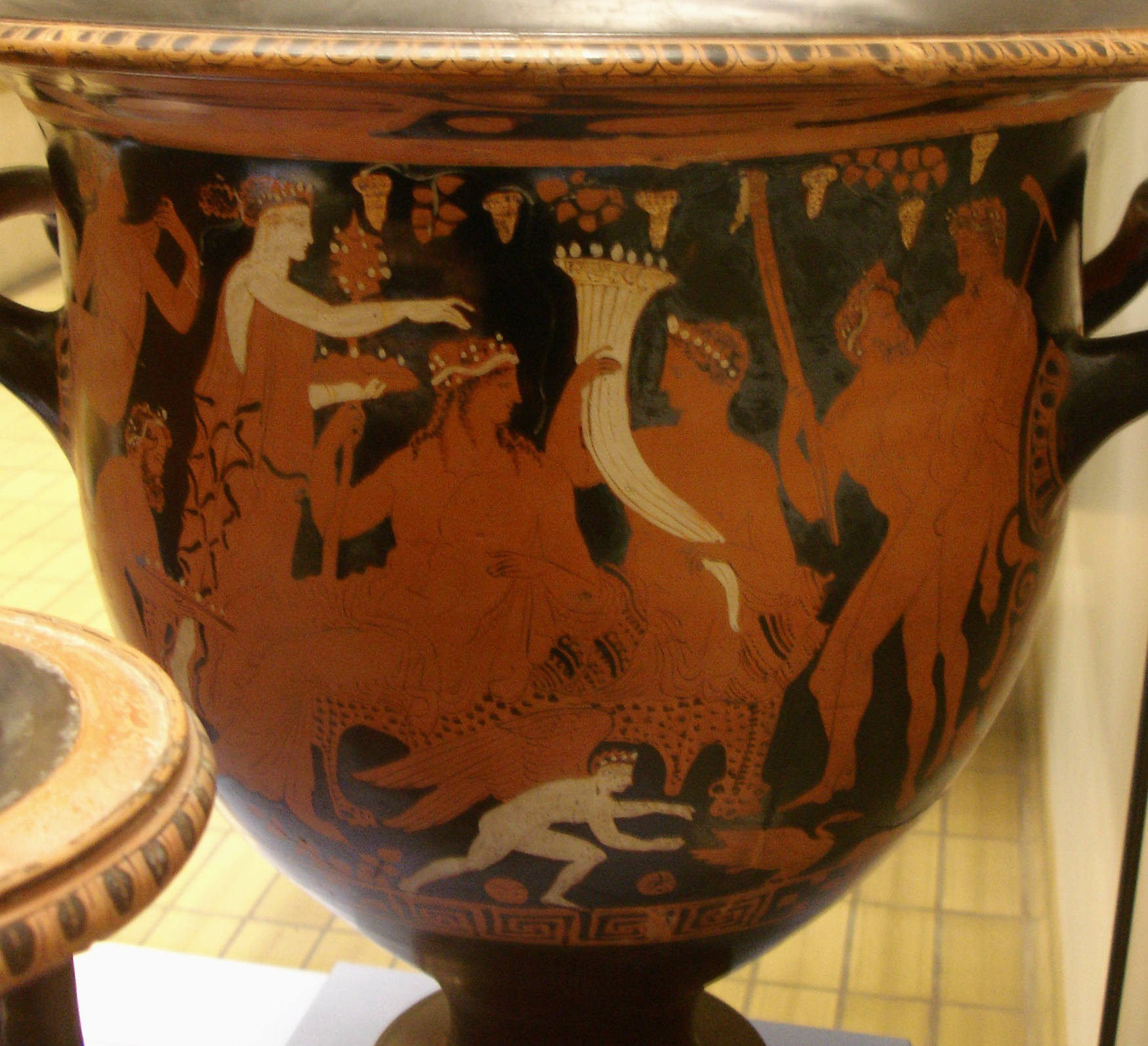
Плутос із рогом достатку. IV століття до н. е.

### Кераміка
У давньогрецькій кераміці, незалежно від того, чи він зображений дитиною, чи ефебом, Плутос є тим, хто несе ріг достатку. 

### Скульптура
У пізніших алегоричних барельєфах Плутос зображений як немовля в обіймах Ейрени, оскільки процвітання - це дар «Миру», або в обіймах Тіхе, Фортуни Міста.

### У поезії
Згадується у віршах Тімокреона Родоського:
| Ти, сліпий Плутос, краще б не з'являвся ні на землі, ні на морі, але жив би собі в Тартарі і на берегах Ахерона, бо від тебе всі біди, що зазнаються людьми. |